# Leiolepis belliana
Leiolepis belliana är en ödleart som beskrevs av Thomas Hardwicke och John Edward Gray 1827. Leiolepis belliana ingår i släktet Leiolepis och familjen agamer.

## Utbredning
Arten förekommer i Thailand, Myanmar, Kambodja, Vietnam och Sumatra, Pulau Bangka i Indonesien samt Pulau Tioman, Pulau Langkawi, Pulau Besar i Malaysia.
Som introducerad art finns den i Florida i USA.

## Underarter
Arten delas in i följande underarter:
- L. b. belliana
- L. b. ocellata